# Classic Army
Firma Classic Army (Yick Fung International) se zabývá vyráběním airsoftových zbraní a příslušenství k nim. Vyrábí 3 typy zbraní AEG (neboli elektrické), plynové a manuální, nejvíc se soustřeďuje, ale na AEG. Zbraně jsou konstruované pro 6 mm plastové kuličky. Vyráběné zbraně většinou zakládá na reálné předloze skutečných a funkčních zbraní. Díky tomu je mnoho funkčních prvků shodných. U některých zbraní umožňuje konverzi mezi plynovým a manuálním typem.

## Typy
Typ AEG obsahuje mechabox, který se stará o vystřelování kuliček, k jeho pohonu je potřeba příslušná baterie. Obsahuje také zásobník.

## Produkty

### AEG
Dříve se do zbraní standardně dávali pružiny M100 (úsťová rychlost až 100 m/s při střelivu 0,2 g), nyní se už instalují pružiny M120 (úsťová rychlost až 120 m/s).
Classic Army AEG repliky:
- Založeny na Heckler & Koch G3:
  - SAR Offizier M41 (založena na pušce MC51)
  - SAR Offizier M41 FS (založena na pušce HK51)
  - SAR Taktik Rifle II (založena na pušce G3-SG/1)
  - SAR Sportmatch M41 SG (založena na pušce G3A3)
  - SAR Sportmatch M41 ES (založena na pušce G3A4)

- Založeny na Heckler & Koch HK33:
  - CA33E
  - CA53 A2
  - CA33 A3
  - CA53

- Založeny Heckler & Koch G36:
  - CA36E Rifle
  - CA36K Carbine

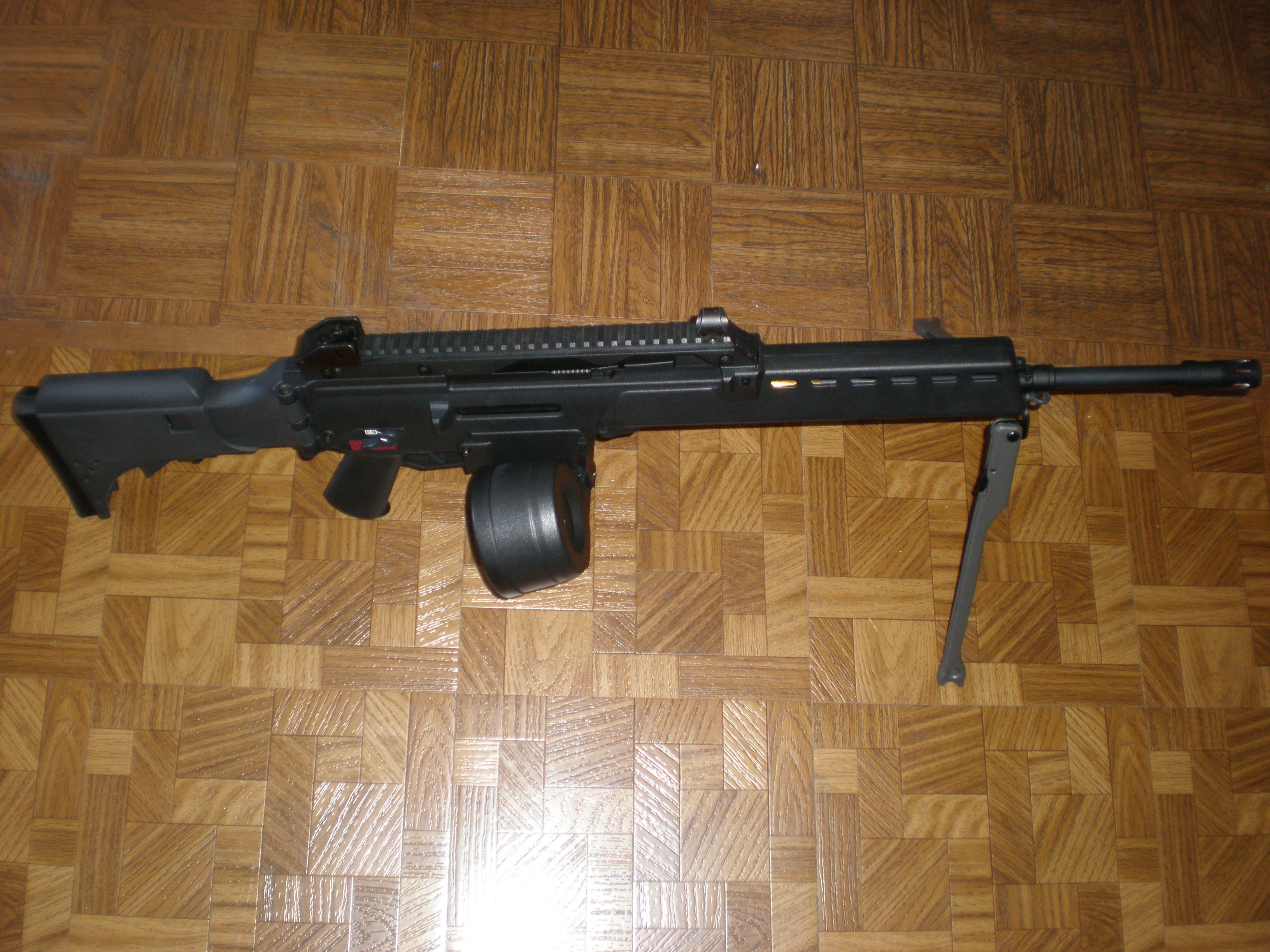
Kulomet MG 36

  - CA36C Tactical Carbine "Commando"

- Heckler & Koch SL8 založena na CA8-2 Rifle

- Založeny na Heckler & Koch MP5 (všechny s B&T značením):
  - MP5SD2
  - MP5SD3
  - MP5SD5
  - MP5SD6
  - MP5A2
  - MP5A3
  - MP5A4
  - MP5A5
  - MP5A2 s taktickou svítilnou
  - MP5A3 s taktickou svítilnou
  - MP5A4 s taktickou svítilnou
  - MP5A5 s taktickou svítilnou
  - MP5KA3
  - MP5K-PDW

- Založeny na Steyr AUG:
  - AUG A1
  - AUG A2

- Založeny na AK-74:
  - SLR-105 A1
  - SLR-105 A1 s dřevěnou imitací
  - SLR-105 Steel s dřevěnou imitací
  - SLR-105 Compact s dřevěnou imitací

- Založeny na M249 SAW:
  - CA249P Para Version
  - CA249
  - CA 249 Mk.II

- CA-25 založena na SR-25

- Založeny na M14:
  - M14 Match
  - M14 Scout
  - M14 EBR Match
  - M14 EBR Scout

- Založeny na M16/AR-15 (všechny s ArmaLite značením):
  - M15A1 Rifle (založena na XM16E1 útočné pušce z Vietnamu)
  - M15A2 Rifle
  - M15 XM177 E2
  - M15A2 Carbine
  - M15A2 Tactical Carbine
  - M15A4 Rifle (založena na úročné pušce M16A4)
  - M15A4 SPR (Special Purpose Rifle)

- Založeny na M4 carbine (všechny s ArmaLite značením):
  - M15A4 SPC (Special Purpose Carbine)
  - M15A4 CQB (Close Quarters Battle Rifle)
  - M15A4 Carbine
  - M15A4 Tactical Carbine
  - M15A4 RIS (Rail Interface System)
  - M15A4 RIS Carbine (Nová vylepšená verze M15A4 RIS, uvedena v roce 2007)
  - M15A4 CQB Compact
  - M15A4 CQB Compact SEAL

- Založeny na FN SCAR:
  - SCAR-L
  - SCAR-L C.Q.C.
  - SCAR-H

- AR-10 založena na AR-10

- DS Arms SA58 založena na FN FAL

- Založeny na AK-47:
  - SA M-7 Classic
  - SAS M-7 Classic
  - SA RPK-7

- Založeny na P90:
  - CA 90
  - CA 90 TR

- Založeny na Heckler & Koch HK416:

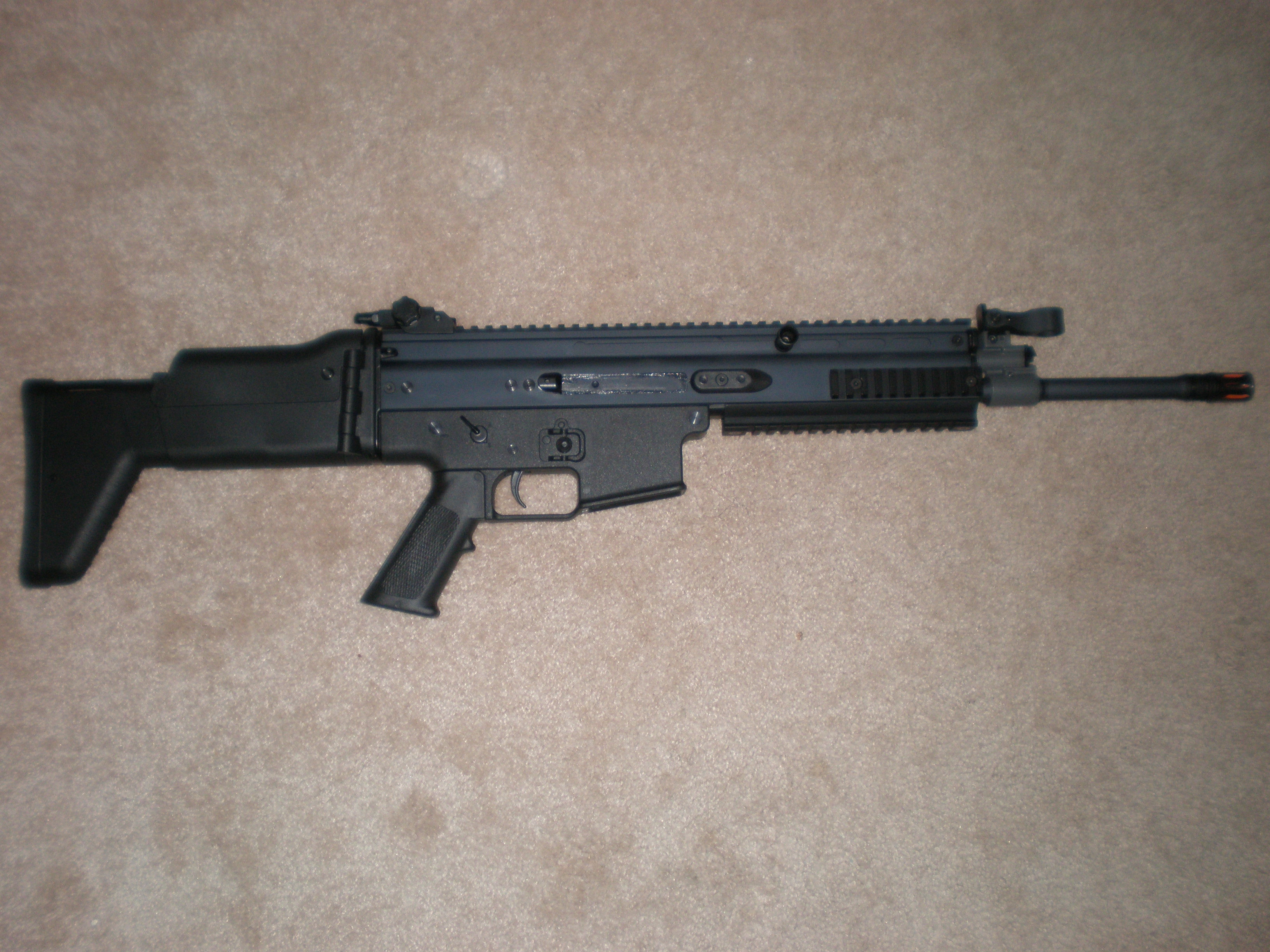
A SCAR CQC

  - CA 416 (2 varianty, jedna s 10 palcovou hlavní a druhá s 14,5 palcovou hlavní)

- Založeny na Heckler & Koch UMP:
  - UMC

- Založeny na Dragunov SVD:
  - Dragonov SVD

- Založeny na LWRC:
  - LWRC M6A2
  - LWRC PSD

- M134-A2 Minigun